# نوک‌خاری دم‌برنزه
نوک‌خاری دم‌برنزه (نام علمی: Chalcostigma heteropogon) نام یک گونه از سرده لکه‌برنزه‌ای‌ها است.